# Valdepares (Parroquia)
Valdepares ist eines von acht Parroquias in der Gemeinde El Franco der autonomen Gemeinschaft Asturien in Spanien.

## Geographie
Valdepares ist ein Parroquia mit 692 Einwohnern (2011) und einer Grundfläche von 7,02 km². Es liegt auf 78 msnm. Der Ort liegt drei Kilometer vom Hauptort La Caridad der gleichnamigen Gemeinde entfernt. Die Kapelle des Ortes ist dem König Pelayo geweiht.

## Wirtschaft
Die Landwirtschaft  prägt seit alters her die Region.

## Klima
Angenehm milde Sommer mit ebenfalls milden, selten strengen Wintern. In den Hochlagen können die Winter durchaus streng werden.

## Sehenswürdigkeiten
- Kapelle San Pelayo de Valdepares

## Dörfer und Weiler in der Parroquia
- El Franco – 188 Einwohner 2007 43° 33′ 33″ N, 6° 52′ 23″ W
- Mernes
- Porcía – 12 Einwohner 2007 43° 33′ 22″ N, 6° 53′ 10″ W
- El Porto
- A Ronda
- San Polayo
- Valdepares – 937 Einwohner 2007 43° 33′ 33″ N, 6° 51′ 38″ W